# محمود شاه الثالث (سلطان جوهر)
محمود رعاية شاه خليفة المؤمنين بن السلطان عبد الجليل معظم شاه (24 مارس 1756-1811) هو السلطان الخامس عشر من سلاطين جوهر وفهغ ورياو ولينقا وتوابعهما، حكم من 1770 إلى 1811.

## نشأته
ولد محمود شاه الثالث في 24 مارس 1756 ، وهو الابن الأصغر لسلطان جوهر الثالث عشر عبد الجليل معظم شاه من زوجته الثانية تنكو بوتيه بنتي داينج تشيلاك. للحفاظ على سيطرتهم الفعلية على إمبراطورية جوهر واصل البوقس تثبيت الحكام الدمى على العرش، فوضعوا محمود شاه الثالث حفيد سليمان بدر العلم شاه على العرش وهو في سن السادسة عشر،بعد أن سمّموا شقيقه أحمد رعاية شاه عام 1770.

## المعاهدة مع الهولنديين
بلغ محمود شاه الثالث سن الرشد في وقت كان فيه التنافس التجاري بين البوقس وهولندا يتصاعد. استغل التنافس وأبرم معاهدة حماية مع شركة الهند الشرقية الهولندية.
دعت المعاهدة إلى إنهاء احتكار البوقس، ومنع البوقس من تولي مناصب داخل سلطنة جوهر، كما طالب بطرد جميع البوقس الذين لم يولدوا في رياو. وسمحت المعاهدة للهولنديين بإرسال مقيم تابع لها في جوهر. وانسحب محمود شاه الثالث إلى فهغ. وسرعان ما اندلع صراع شامل بين الهولنديين والبوقس. واستمرت الأعمال العدائية بين القوتين حتى عام 1795 حتى نجح الهولنديون أخيرًا في الإطاحة برئيس البوقس «راجا علي أمير رياو»، مما سمح لمحمود شاه الثالث بالعودة إلى عاصمته.

## عودة هيمنة البوقس
في نفس العام وقعت هولندا تحت الاحتلال الفرنسي وسمح الهولنديون للبريطانيين بالاستيلاء مؤقتًا على أراضيهم في جزر الملايو. مكّن هذا «راجا علي» من العودة، ولم يكن أمام محمود شاه الثالث خيار سوى قبول عودة راجا علي في عام 1803. وزوّج ابنه تينغكو حسين إلى ابنته تينغكو مودا، وأسس محمود شاه الثالث عاصمته في لينقا.

## تقسم السلطنة
بحلول أوائل القرن التاسع عشر بدأت سلطنة جوهر وفهغ ورياو ولينقا وتوابعهما بالانفصال، ومارس محمود شاه الثالث سلطة صغيرة على دولته. وقد مكّن ذلك من ظهور عدد من الرؤساء الأقوياء من نفس عائلته من أحفاد عبد الجليل شاه الرابع، وأبناء عمه، وسيطر ابن عمه تون عبد المجيد على فهغ. وسيطر آخر على البر الرئيسي لجوهر وسنغافورة والجزر في أرخبيل رياو.
وقد أدى هذا التطور إلى تقسم السلطنة إلى إمارات صغيرة، وتدمير الوحدة الثقافية التي كانت موجودة بين شبه جزيرة ملايو وجزر رياو وجزر لينقا.

## وفاته
توفي محمود شاه الثالث في فورت تانا في 12 يناير 1811 ودفن في مسجد جيمي في جزر لينقا دون تعيين خلف له. نشأ نزاع بين أبنائه، وانتهى عندما عيّن البوقس ابنه الأصغر عبد الرحمن معظم شاه وتُوِّج في رياو.